# 眭明永
眭明永（？—1645年），字嵩年，號懷蓀，直隸丹陽縣人。明末政治人物。

## 生平
崇禎十五年（1642年）壬午科應天鄉試舉人。官華亭縣教諭。弘光元年（清順治二年，1645年），清兵破城，眭明永偕妻李氏在明倫堂自縊殉國。

## 書畫
眭明永擅書畫。北京故宫博物院藏《草书柳永词立轴》。